# Mubarak Ismail Amber
Mubarak Ismail Amber (ar. مبارك اسماعيل عمبر) – emiracki lekkoatleta (sprinter), olimpijczyk.
Brał udział w Letnich Igrzyskach Olimpijskich 1984 w Los Angeles, gdzie uczestniczył w jednej konkurencji. Startował w eliminacjach sztafety 4 × 400 metrów, jednak drużyna z Półwyspu Arabskiego uzyskała najgorszy wynik spośród wszystkich ekip (3:19,90).
Amber był pierwszym w historii chorążym reprezentacji Zjednoczonych Emiratów Arabskich podczas ceremonii otwarcia igrzysk.
Rekord życiowy w biegu na 400 m – 48,3 s (1980).